# IWA & OutdoorClassics
IWA & OutdoorClassics (нем. Internationale Waffen Ausstellung, Международная выставка вооружения) — международная ежегодная выставка-ярмарка, посвященная охоте, стрелковому спорту и огнестрельному оружию. Проводится в Нюрнберге, Германия, за последние 40 лет считается одним из крупнейших выставочных мероприятий в Европе, которое специализируется на снаряжении для охоты, стрелкового спорта и активного отдыха.

## Участники
По данным на 2014 год на выставке было 39 244 посетителя из 117 стран и 1 336 участников. Среди них:
- Aimpoint AB
- Aitec Co, Ltd
- Blaser Jagdwaffen Gmbh
- Browning International S.A.
- Colt Defence LLC
- Franchi Division
- General Dynamics
- IMI Defence Ltd.
- Журнал «Калашников»
- Lapua, Nammo Oy
- МКБ «Компас»
- Муромский приборостроительный завод
- Remington Arms
- и т.д.